# Arrest Moord en doodslag
Het arrest Moord en doodslag (HR 19 oktober 1999, NJ 2000/109) is een arrest van de Nederlandse Hoge Raad dat betrekking heeft op de tenlastelegging van een gekwalificeerd delict.

## Casus
In de gemeente Haarlemmerliede in het recreatiegebied Spaarnwoude is het slachtoffer door een van de medeverdachten met een vuurwapen tweemaal van dichtbij in het hoofd geschoten. De tenlastelegging bevatte wel de delictsomschrijving van moord, maar niet die van doodslag. Het verschil zit in de toevoeging "met voorbedachten rade".

## Rechtsvraag
Kan een tenlastelegging van moord ook leiden tot een bewezenverklaring van doodslag, waarbij doodslag als alternatief wordt gezien? (Ja) 

## Procesgang
Verdachte werd door de rechtbank veroordeeld wegens (medeplegen van) moord. Dit vonnis is in hoger beroep door het hof vernietigd en de verdachte is op deze aanklacht vrijgesproken, omdat het element "met voorbedachten rade" door het hof niet bewezen werd geacht. Dit arrest is door de Hoge Raad vernietigd, terwijl de strafzaak is doorverwezen naar een ander hof.

### Hoge Raad
Ingevolge de delictsomschrijving is moord doodslag gepleegd met voorbedachten rade. Door vanwege het niet bewezen zijn van de voorbedachten rade van de hele tenlastelegging (moord) vrij te spreken, hoewel daarin de bestanddelen van doodslag nog zijn overgebleven, heeft het hof de grondslag van de tenlastelegging verlaten. Tenlastelegging moord impliceert doodslag. De Hoge Raad overwoog:

4.2

Het in art. 289 Sr omschreven delict moord behelst dezelfde bestanddelen als het in art. 287 Sr omschreven delict doodslag, zij het dat voor een veroordeling ter zake van moord daarenboven nog als vereiste is gesteld dat komt vast te staan dat die doodslag is gepleegd ‘met voorbedachten rade’. 
5 
Het middel klaagt dat het Hof de grondslag van de tenlastelegging (...) heeft verlaten door te oordelen dat daarin niet tevens het verwijt kan worden gelezen dat de verdachte zich heeft schuldig gemaakt aan het — al dan niet tezamen en in vereniging met een ander of anderen — plegen van doodslag. Uit hetgeen hiervoor onder 4 is overwogen volgt dat het middel gegrond is.

## Annotatie
1

In dit arrest geeft de Hoge Raad een dwingende uitleg aan de tenlastelegging van het gekwalificeerde delict moord. Zo’n tenlastelegging levert mede een grondslag op voor een bewezenverklaring van doodslag en dient in die zin als impliciet subsidiair te worden opgevat. Opvallend is dat de Hoge Raad de feitenrechter op dit punt geen ruimte laat bij de interpretatie van de tenlastelegging (...). Dit ligt vermoedelijk slechts anders indien het OM expliciet te kennen geeft een andere bedoeling met de tenlastelegging te hebben (...). De Hoge Raad vindt beslissend dat moord dezelfde bestanddelen als doodslag bevat, plus een extra bestanddeel (met voorbedachten rade).

## Tot besluit
- De tenlastelegging moord betekent impliciet ook een tenlastelegging doodslag.
- Een dergelijke redenering geldt waarschijnlijk voor een aantal gekwalificeerde delicten.